# Calamistrula evanescens
Calamistrula evanescens är en spindelart som beskrevs av Friedrich Dahl 1901. 
Calamistrula evanescens ingår i släktet Calamistrula och familjen Tengellidae. Artens utbredningsområde är Madagaskar. Inga underarter finns listade.